# Harry Frank
Harry Frank, gebürtig Ludwig Theodor Hellmuth Franck (* 15. Oktober 1896 in Berlin; † 12. Dezember 1947 ebenda) war ein deutscher Schauspieler und Synchronsprecher.

## Leben
Aufgewachsen in Lübeck arbeitete er zunächst als Diener, Verkäufer, Zauberkünstler, Schiffsjunge und Schiffskoch. Den Ersten Weltkrieg machte er als Offizier größtenteils in der Türkei mit. Anschließend wurde er Redakteur einer Provinzzeitung und versuchte sich in Berlin als Anzeigen-Akquisiteur, Grundstücksmakler und Korrespondent für Englisch und Französisch.
Schließlich stand er als Schauspieler vor Filmkameras, zunächst als Nebendarsteller, später auch in Hauptrollen. Sein Metier waren vor allem Krimis und Komödien, wo er smarte, agile Charaktere verkörperte. Bis 1936 war er jährlich in mehreren Filmen zu sehen.
Danach ließ seine Popularität deutlich nach und Frank konzentrierte sich nun auf seine Arbeit an Berliner Bühnen, besonders am Kleinen Theater im Renaissance-Theater. Seinen letzten  Filmeinsatz hatte er 1946 bei der DEFA im Kriminalfilm Razzia, wo er den Barbesitzer Goll, einen Kriminellen im Nachkriegsberlin, darstellte.

## Filmografie (Auswahl)
- 1919/20: Die Spinnen (2 Teile)
- 1920: Das wandernde Bild
- 1921: Der Leidensweg der Inge Krafft
- 1921: Kämpfende Herzen
- 1921: Marizza, genannt die Schmugglermadonna
- 1922: Der brennende Acker
- 1927: Die drei Niemandskinder
- 1927: Der fidele Bauer
- 1927: Stolzenfels am Rhein
- 1927: Das Mädchen ohne Heimat
- 1927: Schenk mir das Leben
- 1927: Almenrausch und Edelweiß
- 1928: Der Fall des Staatsanwalts M …
- 1928: Flucht aus der Hölle
- 1928: Liebeshölle
- 1928: Hotelgeheimnisse
- 1929: Hochverrat
- 1930: Lumpenball
- 1930: Der Schuß im Tonfilmatelier
- 1930: Die große Sehnsucht
- 1930: Der Tiger
- 1930: Der falsche Feldmarschall
- 1931: Das Schicksal einer schönen Frau (Madame Blaubart)[A 2]
- 1930: Das Rheinlandmädel
- 1930: Am Rande der Sahara
- 1931: Täter gesucht
- 1931: Tänzerinnen für Süd-Amerika gesucht
- 1932: Wehe, wenn er losgelassen
- 1932: Kavaliere vom Kurfürstendamm
- 1933: Kampf um Blond
- 1933: Der Choral von Leuthen
- 1933: Morgen beginnt das Leben
- 1933: K 1 greift ein
- 1934: Die Freundin eines großen Mannes
- 1934: Was bin ich ohne Dich
- 1934: Nur nicht weich werden, Susanne!
- 1935: Der mutige Seefahrer
- 1935: Traumulus
- 1936: Die Dschungel-Prinzessin (The Jungle Princess) (nur dt. Bearbeitung)
- 1937: Der Tiger von Eschnapur
- 1943: Ein Walzer mit dir
- 1947: Razzia